# 第144独立機械化旅団 (ウクライナ陸軍)
第144独立機械化旅団（だい144どくりつきかいかりょだん、ウクライナ語: 144-та окрема механізована бригада、略称：144 ОМБр）は、ウクライナ陸軍の旅団。南部作戦管区隷下。
2023年2月22日に予備役歩兵旅団として新編後、2023年後半に第144独立歩兵旅団へ改編された。
2025年1月、機械化に伴い、第144独立機械化旅団に改編された。

## 編制
2024年時点の編制は以下のとおりとなる。
- 旅団本部
- 第410歩兵大隊
- 第467歩兵大隊
- 第469歩兵大隊
- 第470歩兵大隊
- 第472歩兵大隊